# Турецька футбольна федерація
Турецька футбольна федерація або Турецька футбольна асоціація (тур. Türkiye Futbol Federasyonu, чи TFF) — організація, що здійснює контроль та управління футболом у Туреччині. Заснована 23 квітня 1923 року і організовує національну збірну Туреччини та чемпіонат Туреччини з футболу.
Федерація вступила до ФІФА у 1923 та до УЄФА у 1962 році.

## Кубок Туреччини
У сезоні 1980–1981 років Кубок Туреччини змінив ім'я на Кубок Федерації (тур. Federasyon Kupasi). Зараз відомий як Зіраат Банк кубок Туреччини.

## Нагороди
ТФФ щорічно нагороджує відповідними трофеями переможців Кубку Туреччини, чемпіонів Суперліги, професійних ліг 1, 2, 3, Регіональної Аматорської ліги та провінційних аматорських ліг.

## Заявки
Туреччина декілька раз подавала заявки на проведення чемпіонату Європи з футболу, але невдало: у 2004 році Туреччина разом з Грецією подавали заявку на проведення Євро 2008 та пізніше вже сама на проведення Євро 2012. Але обидва рази невдало. Також Туреччина не отримала можливість проводити Євро 2016. 
Туреччина проводила в себе фінали Ліги Чемпіонів УЄФА у 2005 році та Фінал Кубка УЄФА 2009 у Стамбулі.
Туреччина та Італія окремо подавали заявки на проведення у своїх країнах Євро-2032, але 28 липня 2023 УЄФА офіційно оголосила про те, що футбольні асоціації обох країн подали запит на об'єднання їхніх заявок в одну.

## Спонсори
Деякі спонсори Турецької федерації футболу:
- Nike — офіційний спонсор
- Turkcell — офіційний спонсор
- Кока-кола — офіційний спонсор
- Anadolu Efes — офіційний спонсор
- Mercedes-Benz — офіційний спонсор
- Turkish Airlines — офіційний спонсор